# 六分儀座65
六分儀座65，又名BD-13 5569，HD 190454、SAO 163253、HR 7675，是六分儀座的一颗恒星，视星等为6.55，位于銀經29.59，銀緯-22.06，其B1900.0坐标为赤經19h 59m 52.7s，赤緯-12° -22.06′ 52″。